# VISCII
VISCII (Vietnamese Standard Code for Information Interchange) ist eine 8-Bit-Zeichenkodierung und wird in RFC 1456 beschrieben. Sie deckt die Orthografie der vietnamesischen Sprache ab.
Da diese Orthographie insgesamt 134 Zeichen außer den ASCII-Zeichen verwendet, ist eine einfache Erweiterung des ASCII-Zeichensatzes auf 8-Bit nicht möglich. VISCII löst dieses Problem, indem die sechs seltensten Steuerzeichen im ASCII-Bereich durch die sechs seltensten vietnamesischen Schriftzeichen ersetzt werden. Obwohl mit dieser Methode die Sprache selbst kodiert werden kann, bleibt kein Platz für weitere Satz- oder Währungszeichen.
Heute ist der Zeichensatz durch UTF-8 abgelöst.
Die folgende Tabelle zeigt das Repertoire von VISCII.
| Code | …0  | …1  | …2  | …3  | …4  | …5  | …6  | …7  | …8  | …9 | …A  | …B  | …C                  | …D | …E | …F |
| ---- | --- | --- | --- | --- | --- | --- | --- | --- | --- | -- | --- | --- | ------------------- | -- | -- | -- |
| 0…   | NUL | SOH | Ẳ   | ETX | EOT | Ẵ   | Ẫ   | BEL | BS  | HT | LF  | VT  | FF                  | CR | SO | SI |
| 1…   | DLE | DC1 | DC2 | DC3 | Ỷ   | NAK | SYN | ETB | CAN | Ỹ  | SUB | ESC | FS                  | GS | Ỵ  | US |
| 2…   | SP  | !   | "   | #   | $   | %   | &   | '   | (   | )  | *   | +   | ,                   | -  | .  | /  |
| 3…   | 0   | 1   | 2   | 3   | 4   | 5   | 6   | 7   | 8   | 9  | :   | ;   | <                   | =  | >  | ?  |
| 4…   | @   | A   | B   | C   | D   | E   | F   | G   | H   | I  | J   | K   | L                   | M  | N  | O  |
| 5…   | P   | Q   | R   | S   | T   | U   | V   | W   | X   | Y  | Z   | [   | \                   | ]  | ^  | _  |
| 6…   | `   | a   | b   | c   | d   | e   | f   | g   | h   | i  | j   | k   | l                   | m  | n  | o  |
| 7…   | p   | q   | r   | s   | t   | u   | v   | w   | x   | y  | z   | {   | \|\|\|}\|\|~\|\|DEL |    |    |    |
| 8…   | Ạ   | Ắ   | Ằ   | Ặ   | Ấ   | Ầ   | Ẩ   | Ậ   | Ẽ   | Ẹ  | Ế   | Ề   | Ể                   | Ễ  | Ệ  | Ố  |
| 9…   | Ồ   | Ổ   | Ỗ   | Ộ   | Ợ   | Ớ   | Ờ   | Ở   | Ị   | Ỏ  | Ọ   | Ỉ   | Ủ                   | Ũ  | Ụ  | Ỳ  |
| A…   | Õ   | ắ   | ằ   | ặ   | ấ   | ầ   | ẩ   | ậ   | ẽ   | ẹ  | ế   | ề   | ể                   | ễ  | ệ  | ố  |
| B…   | ồ   | ổ   | ỗ   | Ỡ   | Ơ   | ộ   | ờ   | ở   | ị   | Ự  | Ứ   | Ừ   | Ử                   | ơ  | ớ  | Ư  |
| C…   | À   | Á   | Â   | Ã   | Ả   | Ă   | ẳ   | ẵ   | È   | É  | Ê   | Ẻ   | Ì                   | Í  | Ĩ  | ỳ  |
| D…   | Đ   | ứ   | Ò   | Ó   | Ô   | ạ   | ỷ   | ừ   | ử   | Ù  | Ú   | ỹ   | ỵ                   | Ý  | ỡ  | ư  |
| E…   | à   | á   | â   | ã   | ả   | ă   | ữ   | ẫ   | è   | é  | ê   | ẻ   | ì                   | í  | ĩ  | ỉ  |
| F…   | đ   | ự   | ò   | ó   | ô   | õ   | ỏ   | ọ   | ụ   | ù  | ú   | ũ   | ủ                   | ý  | ợ  | Ữ  |